# Grauwe vliegenvanger
De grauwe vliegenvanger (Muscicapa striata) is een kleine, onopvallende zangvogel uit de familie van vliegenvangers (Muscicapidae). Het is de enige Muscicapa-soort die op het vasteland van Europa voorkomt. De grauwe vliegenvanger is te zien op een Belgische postzegel ter waarde van € 0,40.

## Kenmerken
De vogel is 14,5 cm lang. Het verenkleed is grijsbruin met donkerbruine vleugeltekening zonder wit. De vogel heeft een gestreepte kop en borst (cf striata, gestreept).

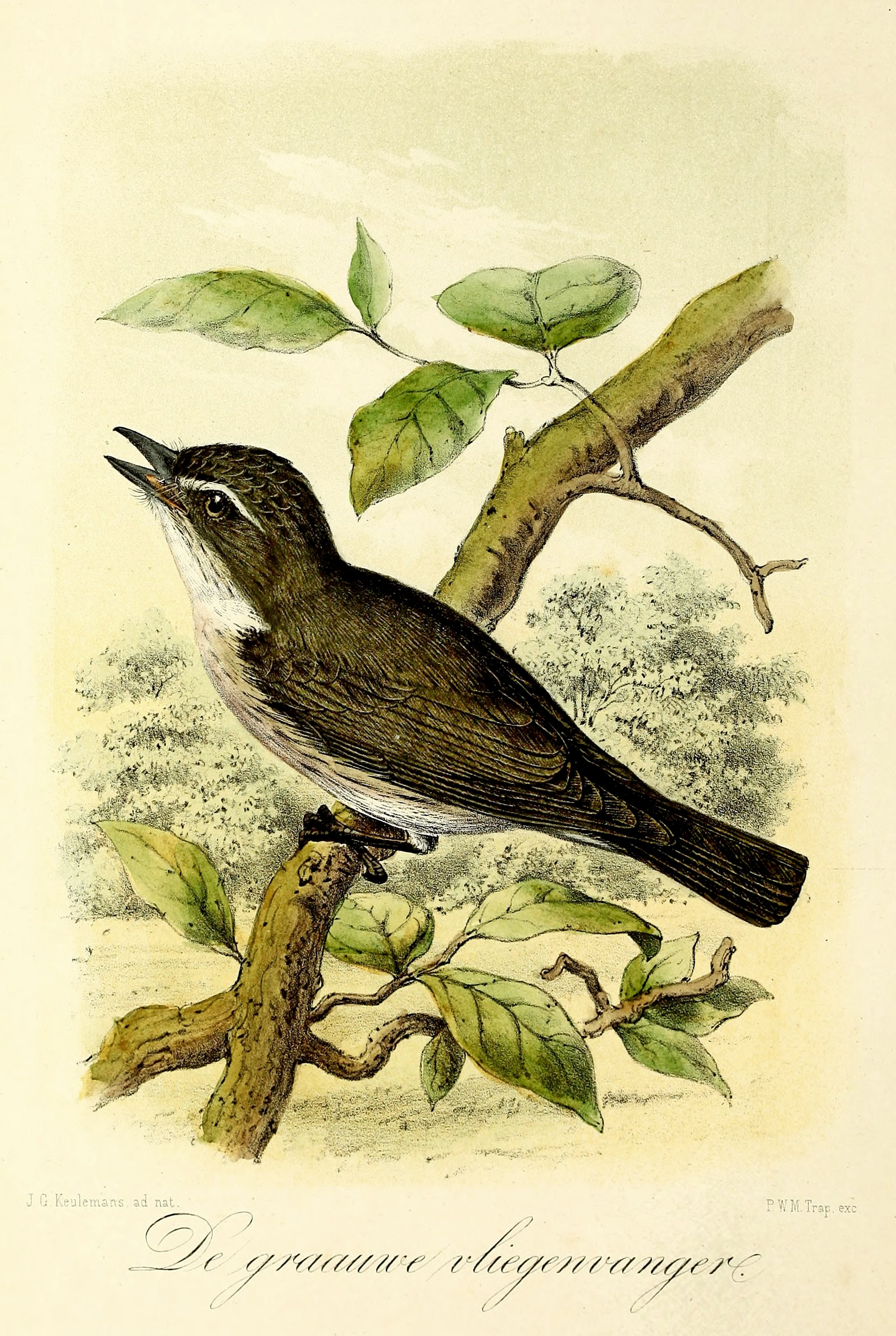
De grauwe vliegenvanger
(1869), John Gerrard Keulemans

## Gezang
Zijn zang is een laag en bescheiden geluid, als een knarsen van een rad.

## Verspreiding en leefgebied
Grauwe vliegenvangers komen tijdens het broedseizoen in heel Europa voor. Ze broeden in gevarieerde loofbossen, dorpen met oude bomen en kleinschalig agrarisch landschap. Het is een trekvogel die overwintert in tropisch Afrika. In Nederland arriveert de grauwe vliegenvanger in april/mei en in oktober zijn ze praktisch weer verdwenen.
De soort telt vijf ondersoorten:
- M. s. striata: van Europa tot westelijk Siberië en noordwestelijk Afrika.
- M. s. inexpectata: Het Krimschiereiland.
- M. s. neumanni: van de eilanden van de Egeïsche Zee via het Midden-Oosten tot de Kaukasus en noordelijk Iran, ook in centraal Siberië.
- M. s. sarudnyi: van oostelijk Iran en Turkmenistan tot de bergen van centraal Azië en noordelijk Pakistan.
- M. s. mongola: Mongolië en het zuidelijke deel van Centraal-Siberië.
- Ondersoorten op eilanden in het westen van de Middellandse Zee worden ook wel als aparte soort beschouwd: Balearische vliegenvanger.

## Status
De soort staat als niet bedreigd op de internationale Rode Lijst van de IUCN en als gevoelig op de Nederlandse Rode Lijst omdat de grauwe vliegenvanger sinds 1980 (en mogelijk al eerder) geleidelijk afgenomen is. Sinds 2010 lijkt het weer te stabiliseren, in de periode 2018-2020 waren er 17-23 duizend broedparen in Nederland. Hoewel de vogel ook in Vlaanderen achteruitgaat, staat hij (nog) niet op de Vlaamse Rode Lijst.

## Video
- Een grauwe vliegenvanger met jongen